# هادی خشبه
هادی خشبه (انگلیسی: Hady Khashaba؛ زادهٔ ۱۹ دسامبر ۱۹۷۲) یک بازیکن فوتبال اهل مصر است.

## باشگاهی
از باشگاه‌هایی که در آن بازی کرده‌است می‌توان به باشگاه ورزشی الاهلی مصر اشاره کرد.

## تیم ملی
وی همچنین در تیم‌های ملی فوتبال زیر 20 سال مصر المپیک مصر و بزرگسالان مصر بازی کرده است.